# 全国高等学校野球選手権大会 (宮崎県勢)
全国高等学校野球選手権大会における宮崎県勢の成績について記す。

## 大会結果
| 大会                  | 代表校                                         | 試合結果                                       | 試合結果                                       | 成績                                           |
| --------------------- | ---------------------------------------------- | ---------------------------------------------- | ---------------------------------------------- | ---------------------------------------------- |
| 第36回大会（1954年）  | 高鍋（東九州・初出場）                         | 1回戦                                          | ● 5 - 16 鶴見工                                | 初戦敗退                                       |
| 第39回大会（1957年）  | 宮崎大宮（東九州・初出場）                     | 1回戦                                          | ○ 14 - 1 三国                                  | 2回戦                                          |
| 第39回大会（1957年）  | 宮崎大宮（東九州・初出場）                     | 2回戦                                          | ● 6 - 7 大宮（延長10回）                       | 2回戦                                          |
| 第40回大会（1958年）  | 大淀（初出場）                                 | 2回戦                                          | ○ 4 - 3 甲府商                                 | 3回戦                                          |
| 第40回大会（1958年）  | 大淀（初出場）                                 | 3回戦                                          | ● 3 - 4 柳井                                   | 3回戦                                          |
| 第41回大会（1959年）  | 高鍋（南九州・5年ぶり2回目）                   | 1回戦                                          | ○ 4 - 0 中京商                                 | 2回戦                                          |
| 第41回大会（1959年）  | 高鍋（南九州・5年ぶり2回目）                   | 2回戦                                          | ● 0 - 1x 天理（延長15回）                      | 2回戦                                          |
| 第42回大会（1960年）  | 大淀（南九州・2年ぶり2回目）                   | 1回戦                                          | ● 0 - 4 明石                                   | 初戦敗退                                       |
| 第43回大会（1961年）  | 高鍋（南九州・2年ぶり3回目）                   | 1回戦                                          | ● 0 - 1 秋田商                                 | 初戦敗退                                       |
| 第45回大会（1963年）  | 宮崎商（初出場）                               | 1回戦                                          | ○ 8 - 1 函館工                                 | 2回戦                                          |
| 第45回大会（1963年）  | 宮崎商（初出場）                               | 2回戦                                          | ● 1 - 2 甲府商                                 | 2回戦                                          |
| 第46回大会（1964年）  | 宮崎商（南九州・2年連続2回目）                 | 1回戦                                          | ○ 2 - 0 旭川南                                 | ベスト4                                        |
| 第46回大会（1964年）  | 宮崎商（南九州・2年連続2回目）                 | 2回戦                                          | ○ 4 - 1 滝川                                   | ベスト4                                        |
| 第46回大会（1964年）  | 宮崎商（南九州・2年連続2回目）                 | 準々決勝                                       | ○ 5 - 1 熊谷商工                               | ベスト4                                        |
| 第46回大会（1964年）  | 宮崎商（南九州・2年連続2回目）                 | 準決勝                                         | ● 0 - 1 高知                                   | ベスト4                                        |
| 第47回大会（1965年）  | 高鍋（南九州・4年ぶり4回目）                   | 2回戦                                          | ○ 6 - 0 保原                                   | ベスト4                                        |
| 第47回大会（1965年）  | 高鍋（南九州・4年ぶり4回目）                   | 準々決勝                                       | ○ 6 - 0 東邦                                   | ベスト4                                        |
| 第47回大会（1965年）  | 高鍋（南九州・4年ぶり4回目）                   | 準決勝                                         | ● 1 - 2x 銚子商                                | ベスト4                                        |
| 第49回大会（1967年）  | 宮崎大宮（南九州・9年ぶり2回目）               | 1回戦                                          | ● 0 - 4 市和歌山商                             | 初戦敗退                                       |
| 第50回大会（1968年）  | 延岡商（初出場）                               | 2回戦                                          | ● 4 - 7 三重                                   | 初戦敗退                                       |
| 第51回大会（1969年）  | 宮崎商（南九州・5年ぶり3回目）                 | 1回戦                                          | ● 0 - 1 明星                                   | 初戦敗退                                       |
| 第52回大会（1970年）  | 都城（南九州・初出場）                         | 1回戦                                          | ● 1 - 2 日大一                                 | 初戦敗退                                       |
| 第53回大会（1971年）  | 都城農（南九州・初出場）                       | 1回戦                                          | ● 1 - 3 岡山東商                               | 初戦敗退                                       |
| 第55回大会（1973年）  | 高鍋（8年ぶり5回目）                           | 1回戦                                          | ○ 3 - 0 金沢市工                               | 3回戦                                          |
| 第55回大会（1973年）  | 高鍋（8年ぶり5回目）                           | 2回戦                                          | ○ 4 - 1 日大山形                               | 3回戦                                          |
| 第55回大会（1973年）  | 高鍋（8年ぶり5回目）                           | 3回戦                                          | ● 0 - 1 北陽                                   | 3回戦                                          |
| 第56回大会（1974年）  | 延岡（南九州・初出場）                         | 2回戦                                          | ● 0 - 7 防府商                                 | 初戦敗退                                       |
| 第57回大会（1975年）  | 日南（初出場）                                 | 1回戦                                          | ○ 5 - 4 岡山東商                               | 3回戦                                          |
| 第57回大会（1975年）  | 日南（初出場）                                 | 2回戦                                          | ○ 5 - 4 興国                                   | 3回戦                                          |
| 第57回大会（1975年）  | 日南（初出場）                                 | 3回戦                                          | ● 1 - 5 広島商                                 | 3回戦                                          |
| 第58回大会（1976年）  | 福島（初出場）                                 | 2回戦                                          | ● 7 - 10 高田商                                | 初戦敗退                                       |
| 第59回大会（1977年）  | 都城（7年ぶり2回目）                           | 1回戦                                          | ● 2 - 5 酒田工                                 | 初戦敗退                                       |
| 第60回大会（1978年）  | 延岡学園（初出場）                             | 2回戦                                          | ○ 2 - 1 石動                                   | 3回戦                                          |
| 第60回大会（1978年）  | 延岡学園（初出場）                             | 3回戦                                          | ● 0 - 5 報徳学園                               | 3回戦                                          |
| 第61回大会（1979年）  | 都城（2年ぶり3回目）                           | 2回戦                                          | ○ 6 - 4 足利学園                               | 3回戦                                          |
| 第61回大会（1979年）  | 都城（2年ぶり3回目）                           | 3回戦                                          | ● 1 - 5 高知                                   | 3回戦                                          |
| 第62回大会（1980年）  | 日向学院（初出場）                             | 1回戦                                          | ● 3 - 4x 旭川大（延長13回）                    | 初戦敗退                                       |
| 第63回大会（1981年）  | 都城商（初出場）                               | 2回戦                                          | ○ 6 - 1 帯広工                                 | ベスト8                                        |
| 第63回大会（1981年）  | 都城商（初出場）                               | 3回戦                                          | ○ 2x - 1 岡谷工（延長12回）                    | ベスト8                                        |
| 第63回大会（1981年）  | 都城商（初出場）                               | 準々決勝                                       | ● 0 - 7 鎮西                                   | ベスト8                                        |
| 第64回大会（1982年）  | 都城（3年ぶり4回目）                           | 1回戦                                          | ○ 4 - 3 新潟工                                 | 3回戦                                          |
| 第64回大会（1982年）  | 都城（3年ぶり4回目）                           | 2回戦                                          | ○ 5 - 0 坂出商                                 | 3回戦                                          |
| 第64回大会（1982年）  | 都城（3年ぶり4回目）                           | 3回戦                                          | ● 3 - 5 池田                                   | 3回戦                                          |
| 第65回大会（1983年）  | 高鍋（10年ぶり6回目）                          | 1回戦                                          | ○ 10 - 2 旭川竜谷                              | 2回戦                                          |
| 第65回大会（1983年）  | 高鍋（10年ぶり6回目）                          | 2回戦                                          | ● 0 - 12 池田                                  | 2回戦                                          |
| 第66回大会（1984年）  | 都城（2年ぶり5回目）                           | 1回戦                                          | ○ 7 - 1 足利工                                 | 3回戦                                          |
| 第66回大会（1984年）  | 都城（2年ぶり5回目）                           | 2回戦                                          | ○ 7 - 4 長浜                                   | 3回戦                                          |
| 第66回大会（1984年）  | 都城（2年ぶり5回目）                           | 3回戦                                          | ● 1 - 9 PL学園                                 | 3回戦                                          |
| 第67回大会（1985年）  | 延岡商（15年ぶり2回目）                        | 1回戦                                          | ○ 3 - 0 丸子実                                 | 2回戦                                          |
| 第67回大会（1985年）  | 延岡商（15年ぶり2回目）                        | 2回戦                                          | ● 0 - 2 久留米商                               | 2回戦                                          |
| 第68回大会（1986年）  | 日南（11年ぶり2回目）                          | 1回戦                                          | ○ 7 - 2 中越                                   | 2回戦                                          |
| 第68回大会（1986年）  | 日南（11年ぶり2回目）                          | 2回戦                                          | ● 0 - 4 秋田工                                 | 2回戦                                          |
| 第69回大会（1987年）  | 延岡工（初出場）                               | 1回戦                                          | ○ 4 - 3 日大東北                               | 3回戦                                          |
| 第69回大会（1987年）  | 延岡工（初出場）                               | 2回戦                                          | ○ 5 - 2 柳ヶ浦                                 | 3回戦                                          |
| 第69回大会（1987年）  | 延岡工（初出場）                               | 3回戦                                          | ● 0 - 3 東亜学園                               | 3回戦                                          |
| 第70回大会（1988年）  | 宮崎南（初出場）                               | 1回戦                                          | ○ 8 - 4 弘前工                                 | 2回戦                                          |
| 第70回大会（1988年）  | 宮崎南（初出場）                               | 2回戦                                          | ● 1 - 5 沖縄水産                               | 2回戦                                          |
| 第71回大会（1989年）  | 日向（初出場）                                 | 1回戦                                          | ● 6 - 10 東農大二                              | 初戦敗退                                       |
| 第72回大会（1990年）  | 都城（6年ぶり6回目）                           | 1回戦                                          | ● 2 - 6 成田                                   | 初戦敗退                                       |
| 第73回大会（1991年）  | 延岡学園（13年ぶり2回目）                      | 2回戦                                          | ● 4 - 8 四日市工                               | 初戦敗退                                       |
| 第74回大会（1992年）  | 延岡工（5年ぶり2回目）                         | 1回戦                                          | ○ 2x - 1 郡山（延長11回）                      | 2回戦                                          |
| 第74回大会（1992年）  | 延岡工（5年ぶり2回目）                         | 2回戦                                          | ● 2 - 12 日大山形                              | 2回戦                                          |
| 第75回大会（1993年）  | 小林西（初出場）                               | 1回戦                                          | ○ 4x - 3 学法石川                              | ベスト8                                        |
| 第75回大会（1993年）  | 小林西（初出場）                               | 2回戦                                          | ○ 4 - 1 長崎日大                               | ベスト8                                        |
| 第75回大会（1993年）  | 小林西（初出場）                               | 3回戦                                          | ○ 5 - 4 高知商                                 | ベスト8                                        |
| 第75回大会（1993年）  | 小林西（初出場）                               | 準々決勝                                       | ● 3 - 6 常総学院（延長10回）                   | ベスト8                                        |
| 第76回大会（1994年）  | 延岡学園（3年ぶり3回目）                       | 1回戦                                          | ● 4 - 12 東農大二                              | 初戦敗退                                       |
| 第77回大会（1995年）  | 日南学園（初出場）                             | 2回戦                                          | ● 1 - 2x 帝京（延長11回）                      | 初戦敗退                                       |
| 第78回大会（1996年）  | 都城（6年ぶり7回目）                           | 2回戦                                          | ● 7 - 10 宇都宮南                              | 初戦敗退                                       |
| 第79回大会（1997年）  | 宮崎日大（初出場）                             | 2回戦                                          | ● 1 - 2 佐野日大                               | 初戦敗退                                       |
| 第80回大会（1998年）  | 日南学園（3年ぶり2回目）                       | 1回戦                                          | ○ 7 - 2 愛工大名電                             | 3回戦                                          |
| 第80回大会（1998年）  | 日南学園（3年ぶり2回目）                       | 2回戦                                          | ○ 11 - 9 平塚学園                              | 3回戦                                          |
| 第80回大会（1998年）  | 日南学園（3年ぶり2回目）                       | 3回戦                                          | ● 2 - 5 明徳義塾                               | 3回戦                                          |
| 第81回大会（1999年）  | 都城（3年ぶり8回目）                           | 1回戦                                          | ○ 7 - 4 四日市工                               | 3回戦                                          |
| 第81回大会（1999年）  | 都城（3年ぶり8回目）                           | 2回戦                                          | ○ 4 - 0 沖縄尚学                               | 3回戦                                          |
| 第81回大会（1999年）  | 都城（3年ぶり8回目）                           | 3回戦                                          | ● 1 - 2 樟南                                   | 3回戦                                          |
| 第82回大会（2000年）  | 延岡学園（6年ぶり4回目）                       | 2回戦                                          | ● 1 - 2 東海大浦安                             | 初戦敗退                                       |
| 第83回大会（2001年）  | 日南学園（3年ぶり3回目）                       | 1回戦                                          | ○ 8 - 1 四日市工                               | ベスト8                                        |
| 第83回大会（2001年）  | 日南学園（3年ぶり3回目）                       | 2回戦                                          | ○ 6 - 4 玉野光南（延長10回）                   | ベスト8                                        |
| 第83回大会（2001年）  | 日南学園（3年ぶり3回目）                       | 3回戦                                          | ○ 15 - 0 東洋大姫路                            | ベスト8                                        |
| 第83回大会（2001年）  | 日南学園（3年ぶり3回目）                       | 準々決勝                                       | ● 2 - 4 横浜                                   | ベスト8                                        |
| 第84回大会（2002年）  | 日章学園（初出場）                             | 2回戦                                          | ● 8 - 9 興誠                                   | 初戦敗退                                       |
| 第85回大会（2003年）  | 日南学園（2年ぶり4回目）                       | 2回戦                                          | ● 2 - 4 富山商                                 | 初戦敗退                                       |
| 第86回大会（2004年）  | 佐土原（初出場）                               | 1回戦                                          | ○ 3 - 1 塚原青雲                               | 2回戦                                          |
| 第86回大会（2004年）  | 佐土原（初出場）                               | 2回戦                                          | ● 2 - 6 東海大甲府                             | 2回戦                                          |
| 第87回大会（2005年）  | 聖心ウルスラ（初出場）                         | 2回戦                                          | ● 0 - 5 駒大苫小牧                             | 初戦敗退                                       |
| 第88回大会（2006年）  | 延岡学園（6年ぶり5回目）                       | 2回戦                                          | ● 0 - 7 青森山田                               | 初戦敗退                                       |
| 第89回大会（2007年）  | 日南学園（4年ぶり5回目）                       | 2回戦                                          | ○ 9 - 6 桐光学園（延長11回）                   | 3回戦                                          |
| 第89回大会（2007年）  | 日南学園（4年ぶり5回目）                       | 2回戦                                          | ● 3 - 4x 常葉菊川（延長10回）                  | 3回戦                                          |
| 第90回大会（2008年）  | 宮崎商（39年ぶり4回目）                        | 1回戦                                          | ○ 7 - 1 城北                                   | 2回戦                                          |
| 第90回大会（2008年）  | 宮崎商（39年ぶり4回目）                        | 2回戦                                          | ● 1 - 4 鹿児島実（延長12回）                   | 2回戦                                          |
| 第91回大会（2009年）  | 都城商（28年ぶり2回目）                        | 1回戦                                          | ○ 5 - 1 聖望学園                               | ベスト8                                        |
| 第91回大会（2009年）  | 都城商（28年ぶり2回目）                        | 2回戦                                          | ○ 8 - 3 三重                                   | ベスト8                                        |
| 第91回大会（2009年）  | 都城商（28年ぶり2回目）                        | 3回戦                                          | ○ 4 - 1 智弁和歌山                             | ベスト8                                        |
| 第91回大会（2009年）  | 都城商（28年ぶり2回目）                        | 準々決勝                                       | ● 2 - 6 中京大中京                             | ベスト8                                        |
| 第92回大会（2010年）  | 延岡学園（4年ぶり6回目）                       | 1回戦                                          | ○ 5x - 4 大分工（延長10回）                    | 2回戦                                          |
| 第92回大会（2010年）  | 延岡学園（4年ぶり6回目）                       | 2回戦                                          | ● 7 - 10 仙台育英（延長12回）                  | 2回戦                                          |
| 第93回大会（2011年）  | 日南学園（4年ぶり6回目）                       | 1回戦                                          | ● 4 - 5x 聖光学院（延長10回）                  | 初戦敗退                                       |
| 第94回大会（2012年）  | 宮崎工（52年ぶり3回目）                        | 1回戦                                          | ● 1 - 3 天理                                   | 初戦敗退                                       |
| 第95回大会（2013年）  | 延岡学園（3年ぶり7回目）                       | 2回戦                                          | ○ 4 - 2 自由ケ丘                               | 準優勝                                         |
| 第95回大会（2013年）  | 延岡学園（3年ぶり7回目）                       | 3回戦                                          | ○ 10 - 0 弘前学院聖愛                          | 準優勝                                         |
| 第95回大会（2013年）  | 延岡学園（3年ぶり7回目）                       | 準々決勝                                       | ○ 5x - 4 富山第一（延長11回）                  | 準優勝                                         |
| 第95回大会（2013年）  | 延岡学園（3年ぶり7回目）                       | 準決勝                                         | ○ 2 - 0 花巻東                                 | 準優勝                                         |
| 第95回大会（2013年）  | 延岡学園（3年ぶり7回目）                       | 決勝                                           | ● 3 - 4 前橋育英                               | 準優勝                                         |
| 第96回大会（2014年）  | 日南学園（3年ぶり7回目）                       | 1回戦                                          | ● 3 - 11 東邦                                  | 初戦敗退                                       |
| 第97回大会（2015年）  | 宮崎日大（18年ぶり2回目）                      | 1回戦                                          | ● 0 - 3 上田西                                 | 初戦敗退                                       |
| 第98回大会（2016年）  | 日南学園（2年ぶり8回目）                       | 1回戦                                          | ○ 7 - 1 八王子                                 | 3回戦                                          |
| 第98回大会（2016年）  | 日南学園（2年ぶり8回目）                       | 2回戦                                          | ○ 6 - 4 市和歌山                               | 3回戦                                          |
| 第98回大会（2016年）  | 日南学園（2年ぶり8回目）                       | 3回戦                                          | ● 1 - 4 北海                                   | 3回戦                                          |
| 第99回大会（2017年）  | 聖心ウルスラ（12年ぶり2回目）                  | 1回戦                                          | ○ 5 - 2 早稲田佐賀                             | 2回戦                                          |
| 第99回大会（2017年）  | 聖心ウルスラ（12年ぶり2回目）                  | 2回戦                                          | ● 4 - 5 聖光学院                               | 2回戦                                          |
| 第100回大会（2018年） | 日南学園（2年ぶり9回目）                       | 1回戦                                          | ○ 2 - 0 丸亀城西                               | 2回戦                                          |
| 第100回大会（2018年） | 日南学園（2年ぶり9回目）                       | 2回戦                                          | ● 0 - 3 常葉大菊川                             | 2回戦                                          |
| 第101回大会（2019年） | 富島（初出場）                                 | 1回戦                                          | ● 1 - 5 敦賀気比                               | 初戦敗退                                       |
| 第102回大会（2020年） | （新型コロナウイルス感染症流行による大会中止） | （新型コロナウイルス感染症流行による大会中止） | （新型コロナウイルス感染症流行による大会中止） | （新型コロナウイルス感染症流行による大会中止） |
| 第103回大会（2021年） | 宮崎商（13年ぶり5回目）                        | 2回戦                                          | ● 智弁和歌山（不戦敗）                         | 初戦敗退                                       |
| 第104回大会（2022年） | 富島（3年ぶり2回目）                           | 2回戦                                          | ● 0 - 5 下関国際                               | 初戦敗退                                       |
| 第105回大会（2023年） | 宮崎学園（初出場）                             | 2回戦                                          | ● 7 - 9 文星芸大付                             | 初戦敗退                                       |
| 第106回大会（2024年） | 宮崎商（3年ぶり6回目）                         | 1回戦                                          | ● 3 - 4 中京大中京                             | 初戦敗退                                       |
| 第107回大会（2025年） | 宮崎商（2年連続7回目）                         | 1回戦                                          | ● 5 - 6x 開星（延長10回TB)                     | 初戦敗退                                       |

## 通算成績
| 出場 | 試合 | 勝利 | 敗戦 | 引分 | 勝率 | 優勝 | 準優勝 | ベスト4 | ベスト8 |
| ---- | ---- | ---- | ---- | ---- | ---- | ---- | ------ | ------- | ------- |
| 67   | 119  | 53   | 66   | 0    | .445 | 0    | 1      | 2       | 4       |

## 学校別成績
| 校名         | 出場 | 直近出場 | 通算成績 | 最高成績 | 前身校 |
| ------------ | ---- | -------- | -------- | -------- | ------ |
| 日南学園     | 9回  | 2018年   | 9勝9敗   | ベスト8  |        |
| 都城         | 8回  | 1999年   | 7勝8敗   | 3回戦    |        |
| 延岡学園     | 7回  | 2013年   | 6勝7敗   | 準優勝   |        |
| 宮崎商       | 7回  | 2025年   | 5勝7敗   | ベスト4  |        |
| 高鍋         | 6回  | 1983年   | 6勝6敗   | ベスト4  |        |
| 宮崎工       | 3回  | 2012年   | 1勝3敗   | 3回戦    | 大淀   |
| 都城商       | 2回  | 2009年   | 5勝2敗   | ベスト8  |        |
| 日南         | 2回  | 1986年   | 3勝2敗   | 3回戦    |        |
| 延岡工       | 2回  | 1992年   | 3勝2敗   | 3回戦    |        |
| 宮崎大宮     | 2回  | 1967年   | 1勝2敗   | 2回戦    |        |
| 延岡商       | 2回  | 1985年   | 1勝2敗   | 2回戦    |        |
| 聖心ウルスラ | 2回  | 2017年   | 1勝2敗   | 2回戦    |        |
| 宮崎日大     | 2回  | 2015年   | 0勝2敗   | 初戦敗退 |        |
| 富島         | 2回  | 2022年   | 0勝2敗   | 初戦敗退 |        |
| 小林西       | 1回  | 1993年   | 3勝1敗   | ベスト8  |        |
| 宮崎南       | 1回  | 1988年   | 1勝1敗   | 2回戦    |        |
| 佐土原       | 1回  | 2004年   | 1勝1敗   | 2回戦    |        |
| 都城農       | 1回  | 1971年   | 0勝1敗   | 初戦敗退 |        |
| 延岡         | 1回  | 1974年   | 0勝1敗   | 初戦敗退 |        |
| 福島         | 1回  | 1976年   | 0勝1敗   | 初戦敗退 |        |
| 日向学院     | 1回  | 1980年   | 0勝1敗   | 初戦敗退 |        |
| 日向         | 1回  | 1989年   | 0勝1敗   | 初戦敗退 |        |
| 日章学園     | 1回  | 2002年   | 0勝1敗   | 初戦敗退 |        |
| 宮崎学園     | 1回  | 2023年   | 0勝1敗   | 初戦敗退 |        |